# Farmington (Virginia Occidental)
Farmington es un pueblo ubicado en el condado de Marion en el estado estadounidense de Virginia Occidental. En el Censo de 2010 tenía una población de 375 habitantes y una densidad poblacional de 339,88 personas por km².

## Geografía
Farmington se encuentra ubicado en las coordenadas 39°30′44″N 80°15′2″O / 39.51222, -80.25056. Según la Oficina del Censo de los Estados Unidos, Farmington tiene una superficie total de 1.1 km², de la cual 1.07 km² corresponden a tierra firme y (2.58%) 0.03 km² es agua.

## Demografía
Según el censo de 2010, había 375 personas residiendo en Farmington. La densidad de población era de 339,88 hab./km². De los 375 habitantes, Farmington estaba compuesto por el 97.87% blancos, el 0% eran afroamericanos, el 0% eran amerindios, el 0.27% eran asiáticos, el 0% eran isleños del Pacífico, el 0% eran de otras razas y el 1.87% pertenecían a dos o más razas. Del total de la población el 0.27% eran hispanos o latinos de cualquier raza.